# Balhara
Balhara és la forma pakrita del títol vallabha-raja, que significa 'rei molt estimat'.
El van portar els reis de la dinastia Raixtrakuta de l'Índia (Dècan) que va existir entre 735 i 975 aproximadament amb capital a Manyakheta (moderna Malkhed) al sud de Gulbarga (Mysore). Entre els balhara cal esmentar a Govinda III (793-814), el seu fill Amoghavarsa o Sarva (814-878) i Indra III (914-922).